# Pavel Kožušník
Pavel Kožušník (* 21. února 1977, Havířov) je bývalý český florbalový útočník a reprezentant a vicemistr světa z roku 2004. Většinu své vrcholové hráčské kariéry v letech 1997 až 2013 hrál nejvyšší českou florbalovou soutěž za tým Torpedo Havířov.
V roce 2007 byl vyhlášen českým florbalistou sezóny a sedmým nejlepším hráčem světa.

## Rodina
Pavel Kožušník je nejstarším z florbalového rodu bratrů Kožušníků, dalšími z nich jsou prostřední Petr a nejmladší Miroslav.

## Klubová kariéra
Pavel Kožušník hrál od šesti let hokej za HC Havířov, ale po přechodu z juniorky do mužů s hokejem skončil. Poté, prostřednictvím bratra Petra, přešel na florbal a stal se hráčem Torpeda Havířov. Za něj poprvé nastoupil do nejvyšší soutěže v sezóně 1997/1998. Během několika let se vypracoval v oporu havířovského celku a v sezóně 2001/2002 s ním získal i stříbrné medaile.
Dva roky nato po sezóně 2003/2004 odešel do zahraničního angažmá do Švýcarska. Po sezóně v třetiligovém Floorball Thurgau se díky reprezentačnímu kolegovi Radimu Cepkovi dostal do nejvyšší švýcarské soutěže do týmu HC Rychenberg Winterthur. V něm však vydržel pouze půl sezóny, protože švýcarský zaměstnavatel nesplnil všechny podmínky smlouvy.
Po návratu do české extraligy nastoupil zpět do Torpeda Havířov, aby hrál po boku svého nejmladšího bratra Mirka. V další sezóně dovedl Havířov v pozici hrajícího asistenta trenéra opět do finále, a k druhému titulu vicemistra, kdy v semifinále vstřelil rozhodující gól. V polovině sezóny 2008/2009 se do Havířova vrátil i prostřední bratr Petr. To Pavla, přesto, že po domácím Mistrovství světa uvažoval o konci kariéry, přimělo pokračovat.
Po vypadnutí Torpeda z Extraligy v sezóně 2009/2010 opustil na půl sezóny vrcholový florbal a hrál regionální soutěž za SK Stonava. Na druhou půlku sezóny se vrátil do Torpeda a pomohl mu k návratu do Extraligy. V týmu zůstal ještě další dva roky až do sezóny 2012/2013, ve které Havířov znovu vypadl z Extraligy a přihlásil se až do třetí soutěže. Kožušník po té ukončil hráčskou kariéru.
V sezóně 2018/2019 byl hlavním trenérem týmu, který mezitím postoupil do 1. ligy. Mimo to se v Torpedu věnoval trénování dětí.

## Reprezentační kariéra
V české florbalové reprezentaci působil Kožušník od roku 2001.
Hrál na čtyřech mistrovstvích světa mezi roky 2002 a 2008. Na šampionátu v roce 2002 asistoval bratrovi Petrovi na gól v prvním českém vítězném zápase proti Finsku. Na dalším Mistrovství světa 2004 získali první české stříbro. K němu Kožušník výrazně přispěl jako nejproduktivnější český hráč. Mimo jiné znovu přihrál bratrovi na gól v prvním vyhraném semifinále a zároveň první výhře v oficiálním zápase nad Švýcarskem. Nejvíce bodů nasbíral i na následujícím šampionátu v roce 2006. V reprezentaci skončil po Mistrovství světa 2008.
| Umístění | Soutěž                             |
| -------- | ---------------------------------- |
| 4.       | Mistrovství světa ve florbale 2002 |
|          | Mistrovství světa ve florbale 2004 |
| 4.       | Mistrovství světa ve florbale 2006 |
| 4.       | Mistrovství světa ve florbale 2008 |